# Cryptobiosella hastata
Cryptobiosella hastata är en nattsländeart som beskrevs av Henderson 1983. Cryptobiosella hastata ingår i släktet Cryptobiosella och familjen stengömmenattsländor. Inga underarter finns listade i Catalogue of Life.